# Outsider House
Outsider House, auch Outsider Dance, Lo-Fi House oder Raw House genannt, ist eine experimentelle Musikrichtung der elektronischen Musik, welche Elemente von House, Techno und Noise in sich vereint.
Charakteristisch für Outsider House ist das Nutzen von analoger Hardware, wie beispielsweise Synthesizer, Tasteninstrumente, Sampler, Drumcomputer, Sequenzer und Kassettendecks anstatt digitalen Produktionstechniken. Erreicht wird damit zumeist ein vergleichsweise rauer Sound mit Low-Fidelity-Klang, im Kontrast zum „glatt polierten“ High-Fidelity-Sound vieler anderer zeitgenössischer Genres der elektronischen Musik.
Stilistisch geht Outsider House auf House, Dub, Chicago House, Detroit Techno, Deep House, Techno, Tech House, Hard Techno, Intelligent Dance Music, Electronica, Industrial, Avantgarde und Noise zurück und ist seit 2011/2012 insbesondere in Europa und den Vereinigten Staaten präsent.
Der Begriff Outsider Dance bzw. Outsider House geht auf DJ Ben UFO und Musik-Journalist Scott Wilson aus dem Jahr 2012 zurück. Der Begriff Outsider House (zu dt.: „Außenseiter-House“) ist aufgrund des vermeintlich negativ klingenden Namens in der Musikszene umstritten. Die Bezeichnung setzte sich auch aufgrund zunehmender Popularität nicht durch und es etablierte sich Lo-Fi House, seltener Raw House, als Genrename.

## Bekannte Interpreten (Auswahl)
- Antony Naples
- Four Tet
- Dan Friel
- Actress
- Huerco S.
- Laurel Halo